# Campeonato Sergipano 1998
In 1998 werd het 75ste Campeonato Sergipano gespeeld voor voetbalclubs uit de Braziliaanse staat Sergipe. De competitie werd georganiseerd door de FSF en werd gespeeld van 15 februari tot 7 juni. Lagartense werd kampioen. 

## Eerste toernooi
| Plaats | Club       | Wed. | W  | G | V  | Saldo | Ptn. |
| ------ | ---------- | ---- | -- | - | -- | ----- | ---- |
| 1.     | Lagartense | 14   | 10 | 1 | 3  | 25:12 | 31   |
| 2.     | Vasco      | 14   | 9  | 1 | 4  | 18:16 | 28   |
| 3.     | Sergipe    | 14   | 8  | 2 | 4  | 22:12 | 26   |
| 4.     | Itabaiana  | 14   | 7  | 4 | 3  | 17:10 | 25   |
| 5.     | Confiança  | 14   | 3  | 4 | 7  | 14:22 | 13   |
| 6.     | Estanciano | 14   | 3  | 4 | 7  | 12:12 | 13   |
| 7.     | Maruinense | 14   | 2  | 7 | 5  | 14:20 | 13   |
| 8.     | Guarany    | 14   | 2  | 1 | 11 | 14:33 | 7    |

|  | Krijgt twee bonuspunten voor tweede toernooi |
|  | Krijgt één bonuspunt voor tweede toernooi    |
|  | Geplaatst voor tweede toernooi               |
|  | Degradatie                                   |

## Tweede toernooi
| Plaats | Club       | Wed. | W | G | V | Saldo | Ptn. |
| ------ | ---------- | ---- | - | - | - | ----- | ---- |
| 1.     | Lagartense | 5    | 3 | 2 | 0 | 8:4   | 13   |
| 2.     | Vasco      | 5    | 2 | 1 | 2 | 5:9   | 8    |
| 3.     | Sergipe    | 5    | 2 | 2 | 1 | 9:4   | 8    |
| 4.     | Itabaiana  | 5    | 0 | 1 | 4 | 4:9   | 1    |

|  | Kampioen |

### Kampioen
| Campeonato Sergipano de 1998   |
| Sergipe                        |
| ------------------------------ |
| LAGARTENSE Kampioen (1° titel) |